# 红嘴椋鸟
红嘴椋鸟（学名：Acridotheres burmannicus），又名葡萄胸椋鳥，为椋鸟科八哥属的鸟类。分布于缅甸、泰国、柬埔寨以及中国大陆的云南等地，多见于热带开阔地次生林和灌木林中以及活动于河谷耕作区。该物种的模式产地在缅甸。

## 亚种
- 红嘴椋鸟指名亚种（学名：Sturnus burmannicus burmannicus）。在中国大陆，分布于云南等地。该物种的模式产地在缅甸。[2]